# Nabil Maâloul
Nabil Maâloul (em árabe: نبيل معلول; Tunes, 25 de julho de 1962) é um treinador e ex-futebolista tunisiano que atuava como meio-campista. Atualmente está sem clube.

## Carreira como jogador

### Clubes
Maâloul começou a jogar futebol aos seis ou sete anos de idade, seguindo o exemplo de seu pai. O jovem começou sua carreira profissional no Espérance de Tunis em 1980, aos 18 anos, e, em seguida, largou os estudos.
Durante duas temporadas, jogou pelo Hannover 96, da Alemanha, voltando ao Espérance em 1991. Defendeu ainda Al-Ahli, Bizertin e Club Africain, onde pendurou as chuteiras com o título do Campeonato Tunisiano de 1995–96, conquistando um heptacampeonato nacional — ele vencera a competição por outras seis oportunidades, quando atuava pelo Espérance.

### Seleção Nacional
Pela Seleção Tunisiana, Maâloul atuou durante uma década, entre 1985 e 1995, e marcou 11 gols em 74 partidas. Integrou o elenco que participou das Jogos Olímpicos de 1988, realizados em Seul.

## Carreira como treinador
Após a aposentadoria como jogador, tornou-se treinador em 1997, assumindo o comando do Olympique du Kef. Em 2002, Maâloul tornou-se assistente do francês Roger Lemerre na Seleção Tunisiana, e dois anos depois a equipe conquistou a Copa Africana de Nações de 2004. Deixou o cargo em 2005 para comandar o Club Africain, e em setembro de 2006, voltou a integrar a comissão técnica das Águias de Cartago, novamente como auxiliar técnico. Enquanto isso, teve uma breve passagem como treinador do Bizertin no início da temporada 2005–06, com resultados pouco convincentes. Passou também por Espérance, El-Jaish e Seleção do Kuwait, onde esteve na Copa da Ásia de 2015.

### Seleção Tunisiana
No dia 27 de abril de 2017, reassumiu o cargo de o treinador da Seleção Tunisiana, sucedendo o polonês Henryk Kasperczak. Maâloul conseguiu classificar a sua equipe para a Copa do Mundo de 2018 (a primeira Copa do Mundo FIFA disputada pela Tunísia desde 2006), tornando-se o segundo treinador nativo a qualificar o país ao torneio desde Abdelmajid Chetali, que comandara a Seleção em 1978.

## Títulos

### Como jogador
Espérance de Tunis
- Campeonato Tunisiano: 1982, 1985, 1988, 1989, 1993 e 1994
- Copa da Tunísia: 1986 e 1989
- Supercopa da Tunísia: 1993
- Copa Árabe dos Clubes Campeões: 1993

Club Africain
- Copa Árabe dos Campeões de Copa: 1995
- Campeonato Tunisiano: 1996

### Como treinador
Espérance de Tunis
- Campeonato Tunisiano: 2011 e 2012
- Copa da Tunísia: 2011
- Liga dos Campeões da CAF: 2011

El-Jaish
- Copa do Catar: 2014